# Serravalle vára
A Serravalle vára a szardíniai Bosa városában található. 

## Története
Serravalle vára a Lunigianából származó Malaspina őrgrófok kezdeményezésére épült. A területet VIII. Benedek pápától kapták, hogy részt vegyenek a pisaiakkal és a genovaiakkal együtt a 
Szardíniát fenyegető arabok elleni keresztes hadjáratban
Szardínia felszabadítása iránti elkötelezettségükért 1016-ban megkapták Planargia egy részét, azaz a mai Bosa és környékét, majd 1112-ben felépítették a vár első épületeit. A vár felépítésével Bosa Vetus lakossága a várdomb oldalára költözött, ahol nagyobb biztonságban érezték magukat
A legutóbbi tanulmányok szerint a középkori falu és a vár az 1200-as évek második felében egyesült.

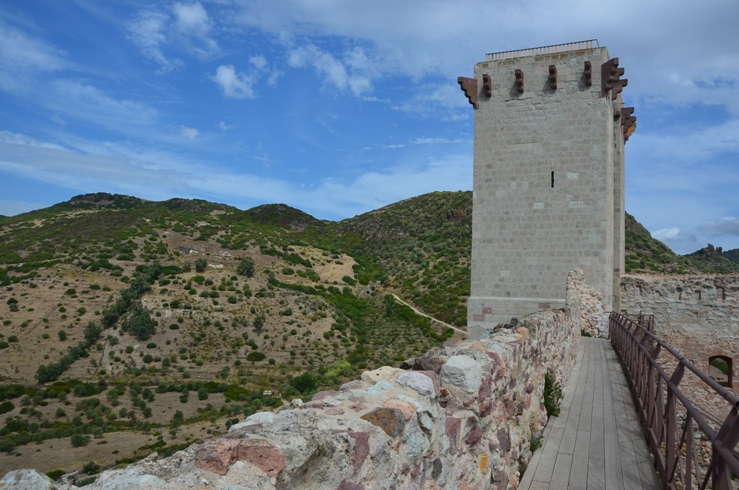
Serravalle vára, északi torony

A jelenleg restaurálás alatt álló vár több fázisban épült, hasonló módon mint a Cagliariban található San Michele vár. A vár mind a négy sarkában egy-egy őrtorony állt, körülöttük az árok, amely a mai napig látható, míg a központban voltak a lakóházak és a felvonuló tér.
Az északi tornyot az 1300-as évek elején lebontották, majd Giovanni Capula építész építette újra, aki a Cagliariban álló elefánttornyot és San Panrazio tornyot tervezte. A főtorony tráchitból épült: a felső része világos rózsaszín tráchitból, az alsó része faragott tráchit tömbből. 1410-ben a várat és a várost is elfoglalták az aragóniaiak. Uralmuk alatt a vár egy erős katonai helyőrséggé vált: megerősítették a falakat, őrtornyokat építettek, majd felhúzták az ötszögű tornyot. 1478-ban itt rejtőzött Leonardo Alagón, Oristano márkija, aki utolsóként harcolt a szárdok függetlenségéért és győzött is Macomberben. Végül azonban egy spanyol hajó elfogta, miközben Genova felé menekült.
A várban található Regnos Altos templom valószínűleg a XIV. században épült. A freskókat az 1972-ben végzett helyreállítás során fedezték fel. Eleinte spanyol festészeti stílusnak vélték, ma inkább a toszkánai iskolának tulajdonítják a freskókat, amelyeket 1345-ben festettek.
Többek között Az utolsó vacsora, Bűnbánó Magdolna a sivatagban, Szent Kristóf, Sárkányölő Szent György, Szent Mihály arkangyal, és ferences szerzetesek képei láthatóak a falakon.

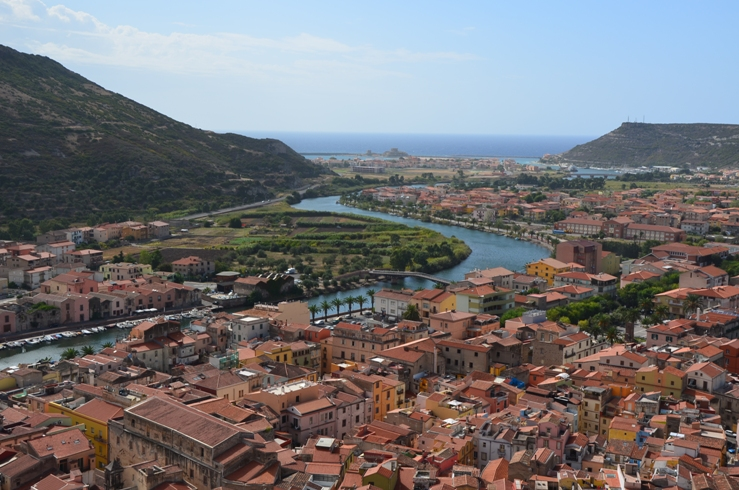
Kilátás a várból

A várból gyönyörű kilátás nyílik a tengerpartra, a középkori városnegyedre, a régi cserzőüzemekre, valamint a Temo folyóra, amely Szardínia egyetlen hajózható folyója.